# Fernando Ikoma
Fernando Ikoma (Martinópolis, 22 de janeiro de 1945) é um pintor, roteirista e desenhista de histórias em quadrinhos nipo-brasileiro.

## Biografia
Autodidata, antes de ingressar na pintura trabalhou como diretor de arte em diversas agências de publicidade. Nos Anos 60 fez parte da EDREL, editora fundada por Minami Keizi, onde dentre outras coisas fez o livro A técnica universal das histórias em quadrinhos, anteriormente publicado com o título de Curso Comics, o curso era composto de fascículos  vendidos por correspondência, os primeiros números foram feitos pelo próprio Minami, Fabiano Dias, Crispim e Claudio Seto.
Embora seja descendente de japoneses, Ikoma não havia tido contado com os quadrinhos japoneses, popularmente conhecidos como mangás, até conhecer o trabalho de Seto e Keizi, ironicamente o livro "A técnica universal das histórias em quadrinhos", foi a primeira publicação brasileira a falar do quadrinho japonês.
Após sair da EDREL, Ikoma ainda escreveria roteiros para a revista O Judoka da EBAL, para a revista Heróis da TV da Editora Abril (que na época trazia histórias dos personagens da Hanna Barbera) e para a editora Grafipar (que possuía um núcleo de quadrinhos coordenado por Claudio Seto, com quem trabalhou na EDREL), entretanto, a maior da sua carreira foi dedicada as artes plásticas.
Em 2008, Ikoma, Ypê Nakashima, Minami Keizi e os irmãos Paulo e Roberto Fukue ganharam o Troféu HQ Mix na categoria Grande Mestre, pela primeira vez o Troféu premiava cinco artistas ao mesmo tempo.
Em 2011, Ikoma voltou a trabalhar com quadrinhos, produzindo webcomics infanto-juvenis publicadas em blogs, no ano seguinte, a Editorial Kalaco de Franco de Rosa lançou "Fikom – O herói do universo dos sonhos", uma edição encadernada com de Fikom histórias publicadas originalmente pela EDREL.